# Tweestreepsalamander
De tweestreepsalamander (Eurycea bislineata) is een salamander uit de familie longloze salamanders (Plethodontidae).

## Naamgeving
De soort werd voor het eerst wetenschappelijk beschreven door Jacob Green in 1818. Oorspronkelijk werd de wetenschappelijke naam Salamandra bislineata gebruikt.
De salamander dankt zijn Nederlandstalige naam tweestreepsalamander aan de donkere tot zwarte streep aan iedere bovenzijde van de flank. Ook de wetenschappelijke soortaanduiding bis(-)lineata (twee-strepig) verwijst hiernaar.

## Uiterlijke kenmerken
De salamander wordt ongeveer 8 centimeter lang inclusief de staart. De lichaamskleur is rood tot roodbruin, aan iedere bovenzijde van de flank is een donkere streep aanwezig. Op de rug zijn kleine zwarte vlekjes gelegen, de buikzijde is lichter van kleur.

## Verspreiding en habitat
De salamander komt voor in het oosten van Noord-Amerika en komt endemisch voor in de Verenigde Staten.
De tweestreepsalamander leeft in stromende wateren met een rotsige ondergrond. De salamander is aangetroffen van zeeniveau tot een hoogte van ongeveer 2000 meter boven zeeniveau.

## Levenswijze
De eieren worden in het water afgezet tussen waterplanten of onder stenen.
De larven leven meerdere jaren in het water alvorens de metamorfose plaatsvindt. Meestal duurt het larvale stadium twee jaar maar dat kan oplopen tot drie jaar.